# Сванетия (теплоход)
Сванетия — советский грузопассажирский теплоход, построен в Дании в 1937 году. В начале Великой Отечественной войны задержан в Турции. В марте 1942 года вооружён и мобилизован для воинских перевозок. Доставлял пополнения для обороны Севастополя, успел выполнить два рейса. Потоплен немецкой авиацией 17 апреля 1942 года.

## Постройка
«Сванетия» была построена по заказу для Советского Союза в Дании в 1937 году. Судно предназначалась для Ближневосточной товаропассажирской линии Черноморского пароходства.

## Характеристики
- водоизмещение — 5050 т,
- длина — 102,5 м,
- ширина — 14,5 м,
- осадка — 5,5 м.
- силовая установка — 2 дизеля по 2100 л. с.,
- скорость — 16 узлов,
- экипаж 80 человек[1].

## Эксплуатация
Судно эксплуатировалось на Ближневосточной товаропассажирской линии Черноморского пароходства. Капитан теплохода капитан дальнего плавания Афанасий Саввич Беляев.

### Интернирование в Стамбуле
Начало войны застало теплоход «Сванетия» в турецких водах в проливе Босфор. В нарушение международной конвенции Монтре 1936 года турецкие власти задержали судно. Советское посольство в Стамбуле начало работу по его освобождению. Во время стоянки в Стамбуле портовая жандармерия доставила на борт моряков с буксира «Аккерман» и военнослужащими Тендровского боевого участка. Буксир застиг сильный шторм и его на вторые сутки прибило к берегам Турции. На собрании капитан Беляев объявил, что турки пропускают через Босфор немецкие и итальянские корабли, в нарушение нейтралитета, о чем информирована Москва. Капитал ввёл боевое дежурство, в которое включил и экипаж «Аккермана». 7 ноября 1941 года капитан Беляев объявил праздничным днем, были подняты флаги расцвечивания, по громкоговорящей связи транслировался парад войск на Красной площади и речь И. В. Сталина. Освещённая «Сванетия» привлекла на берегу внимание публики, что не прошло мимо иностранных дипломатов и было отмечено в газетах. 10 ноября 1941 года всех людей с «Аккермана» и часть экипажа «Сванетии» переправили в СССР. На теплоходе остались 25 человек команды. Турецкие власти удерживали «Сванетию», несмотря на протесты советского посла, еще три месяца.
28 ноября 1941 года под охраной лидера «Ташкент» и эсминцев «Способный» и «Сообразительный», в условиях плохой видимости и шторма, уклонившись от авиации, к Босфору был проведён танкер «Варлаам Аванесов». Конвой вернулся в Севастополь. 19 декабря 1941 года в нейтральных водах Эгейского моря танкер был атакован немецкой подлодкой U-652. Почти всем членам экипажа удалось достичь на шлюпках и плотах турецкого берега у мыса Баба-Кале. Они были интернированы и переведены на «Сванетию». Капитан Беляев поставил спасшихся с танкера на довольствие. В середине февраля 1942 года турецкие власти официально оповестили капитала Беляева, что причин для удержания теплохода в турецких территориальных водах больше нет и «Сванетии» разрешено покинуть гавань Стамбула. А. С. Беляев и штурман Г. Я. Кухаренко рассчитали время перехода морем так, чтобы большую часть пути теплоход прошел под покровом темноты. 23 февраля 1942 года теплоход прибыл в порт Поти.

### Военные перевозки
Теплоход «Сванетия» был мобилизован в Отряд санитарных транспортов Черноморского флота. А. С. Беляеву было присвоено звание старший лейтенант, экипаж был частично мобилизован, теплоход закамуфлирован. Поднят военно-морской флаг. На палубе теплохода было установлено пять 45-мм полуавтоматических пушек и два крупнокалиберных пулемета ДШК. На «Сванетию» прибыл главный врач военврач 2-го ранга В. А. Итин и врач В. В. Борисовский. Были переоборудованы помещения теплохода для принятия раненых. После гибели 7 ноября 1941 года «Армении» с большим количеством флотских квалифицированных медработников «Сванетия» была укомплектована студентами старших курсов медицинских институтов.
Конвойная служба на Черноморском флоте была организована плохо. Флот не обеспечил безопасности военных перевозок, в первую очередь от авиации. Погибли пароход «Ленин», теплоход «Армения», «Аджария», госпитальные суда «Абхазия», «Чехов», транспорты «Коммунист» и «Чапаев». О фактах плохой охраны и гибели транспортных судов в феврале месяце 1942 года было доведено до сведения начальника генерального штаба РККА маршала Б. М. Шапошникова и наркома ВМФ адмирала Н. Г. Кузнецова.
3 марта 1942 года нарком ВМФ Н. Г. Кузнецов указал Военному совету Черноморского флота на гибель большого количества транспортов по причине плохой организации их переходов. Он подчеркнул, что плохая организация защиты своих коммуникаций продолжает оставаться неизменной и приказал в кратчайший срок навести порядок. Предлагалось обратить особое внимание на проверку кадров военных лоцманов и на обеспечение безопасности перехода транспортов. Категорически запрещалось выпускать транспорта без охранения.
29 марта 1942 года «Сванетия» с охранением из лидера «Ташкент», эсминцев «Незаможник» и «Шаумян» доставила из Новороссийска в Севастополь 570 человек (две маршевые роты), 36 тонн боезапаса, 740 автоматов ППШ, 86 тонн боезапаса для авиации флота, 160 тонн взрывчатки, 7 тонн детонаторов, 346 тонн продовольствия и 50 тонн фуража для снабжения Приморской армии. 3 апреля 1942 года в 21 час 12 минут «Сванетия» вышла из Севастополя и взяла курс на Туапсе. Лидер «Ташкент» в проводке транспорта с ранеными и эвакуированными более не участвовал. «Сванетию» в море охраняли эсминцы «Незаможник» и «Шаумян». Часом ранее из Севастополя в Новороссийск отправился лидер «Харьков», который на участке у базы мог бы обеспечить охрану транспорту. «Сванетия» благополучно достигла Туапсе и разгрузилась. Заправившись и взяв часть нового груза, судно отправилось в Новороссийск. Несколько раз был замечен самолет-разведчик противника.

### Последний рейс
Основным документом содержащим подробности гибели судна служит Политдонесение военкома Отряда санитарных транспортов ЧФ Батальонного комиссара И. Вайсмана от 21.04.1942, который находился на борту в момент потопления и был поднят с воды. Также имеются свидетельства штурмана Г. Я. Кухаренко и редактора армейской газеты «Атака» лейтенанта Ф. Дмитриева который был на «Бдительном». Поздние работы содержат пересказы этих трёх источников.
В Новороссийске теплоход принял на борт 191 т боезапаса, 682 т продовольствия и более 150 человек бойцов и командиров. «Сванетия» вышла из Новороссийска 14 апреля 1942 года в 20.00, за полчаса до захода солнца. Конвой эсминцы «Бдительный» и «Свободный». Груз был благополучно доставлен к месту назначения. Севастопольские бухты простреливались и подвергались налетам авиации. Разгрузка и погрузка шли ускоренными темпами в течение всего дня. На борт было принято 240 человек тяжелораненых, 354 кавалериста 154-го кавполка расформированной 40-й кавалерийской дивизии, отправляемых в тыл для переформирования, 50 эвакуированных, 10 рабочих Севморзавода, 65 военнослужащих различных рангов, в том числе морские летчики, следовавшие за новыми самолетами. Всего с экипажем по официальному документу 893, фактически более 1000 человек. Часть редакции газеты «Атака» шла на эсминце «Бдительный». Последовал приказ из штаба Севастопольского оборонительного района к 21.00 16 апреля 1942 года закончить погрузку и быть готовым к выходу в Новороссийск. В последний момент капитану Беляеву было приказано принять дополнительно еще 150 человек.
Штурман «Сванетии» Г. Я. Кухаренко свидетельствует: «Когда мы прибыли на корабль, народу было так много повсюду, что вахтенной службе пришлось расчищать проход, чтобы дать возможность нам добраться до штурманской рубки: все помещения, коридоры, трапы, частично даже верхние палубы были заняты тяжелоранеными бойцами и эвакуированными. Сколько их было на борту — тысяча, а может, полторы тысячи или того больше, — никто не знал…»
Предельно перегруженную «Сванетию» должен был сопровождать всего один эсминец «Бдительный», командир капитан 3-го ранга А. Н. Горшенин. Первым из Южной бухты и лёг на Инкерманский створ эсминец, за ним с небольшим креном отплыла в свой последний рейс «Сванетия». За ночь конвой ушёл мористее, достигнув широты 43 градуса, и оказался на одинаковом удалении от турецкого и крымского берега, после чего повернул и взял курс на восток. Маршрут, видимо, был рассчитан на то, что немецкие самолеты-разведчики, следящие за прибрежными коммуникациями и передвижениям военных кораблей вдоль минных полей у Кавказского побережья и Крыма, не смогут их обнаружить в нейтральных водах или не смогут опознать принадлежность судна. С наступлением дня 17 апреля, в 7 часов 24 мин. вахтенные обнаружили на северо-западе самолет противника. С утра видимость была хорошая, море спокойно. Довольно долго самолёт-разведчик сопровождал конвой и, наконец, скрылся. Был дан отбой воздушной тревоге и приказано усилить наблюдение по всем секторам.
В 14.00 на высоте 3000 метров показался первый бомбардировщик, а вскоре — восемь «Хейнкелей-111» и четыре «Юнкерса-88». Они зашли со стороны солнца и энергично атаковали теплоход. Капитан все время менял курс, описывал циркуляцию или стопорил машины и бомбы рвались за кормой или у бортов. В первый заход насчитали 48 разрывов. Одна «зажигалка», попав прямо в трубу, разворотила ее и, рикошетом чиркнув по шлюпочной палубе, упала за борт. Зенитчики «Бдительного» и «Сванетии» стреляли интенсивно, заставляя бомбардировщики и торпедоносцы сворачивать с боевого курса. Один «Юнкерс» загорелся и упал в море, а другой, видимо поврежденный, стал терять высоту и скрылся. Сделав несколько заходов, бомбардировщики ушли. Стали поступать доклады о результатах налета. Теплоход получил множество повреждений разного характера. В левом борту зияли пробоины, топливная магистраль повреждена, не работали компасы, лаг, телефонная связь, пожарный насос сорван с фундамента.
В 15.55 с западного сектора на горизонте показались самолеты, сзади по правому борту девятка торпедоносцев «Хейнкель-111». Самолеты шли на предельно малой высоте. Разделившись на три группы, они развернулись и легли на боевой курс. Первые восемь торпед были сброшены с высоты 30 — 40 метров на расстоянии 6 — 7 кабельтовых. Одна из торпед вошла в воду под тупым углом и от удара о воду взорвалась. Остальные приближались. Капитан Беляев скомандовал старшему рулевому Куренкову уклонение. Незакрепленное по инерции полетело за борт. Те, кто был на палубе, хватались за поручни. Лежа в крене, «Сванетия» описала циркуляцию и уклонилась, торпеда прошла мимо в 4 — 5 метрах. Куренков сумел уклониться еще от четырех торпед. Две попалили в носовую часть судна. В 16.10 последовало два мощных взрыва. Нос «Сванетии» подпрыгнул и почти сразу образовался дифферент на нос и крен на левый борт.
Началась паника. Краснофлотцы боцманской команды Данченко и Воронов сумели спустить на воду лишь две шлюпки. Кавалеристы, не имевшие понятия о механике спуска шлюпок на воду, шашками перерубили блоки, удерживающие шлюпки, и они, сорвавшись вместе с людьми, полетели за борт, переворачиваясь или разбиваясь о воду. Крен судна быстро увеличивался. Зенитки продолжали вести огонь, и один из торпедоносцев зацепил воду и взорвался. Капитан дал команду в машинное отделение задний ход, его отшвырнуло новым взрывом на шлюпочную палубу и он потерял сознание. «Сванетия» медленно погружалась.
Свидетельствует штурман Г. Я. Кухаренко: «Через десять минут после попадания торпед вода на судне поднялась почти до штурманской рубки. Из-за большого крена стало невозможным спустить на воду шлюпки по правому борту. Люди метались, хватаясь за что попало, отчаянно крича и взывая о помощи. Особенный ужас был написан на лицах тех, кто не умел плавать…
С помощью старшего рулевого Куренкова мы чудом отыскали среди этого орущего хаоса капитана Беляева и кавторанга Андреуса, командира санитарных транспортов, и оттащили их на спасательный плот. Потом я кинулся в рубку за корабельными документами, сгреб их и оказался на правом борту, еще возвышавшемся над водой. Вокруг плавали люди на поясах, спасательных кругах с надписью и просто на различных плавающих предметах, судорожно вцепившись в них. Некоторые, продрогнув и закоченев в холодной воде, пытались взобраться обратно на тонущее судно. Дул четырехбалльный северный ветер, и вода была очень холодной… Вместе с командиром БЧ-4 Чайкиным мы бросились в воду и попытались отплыть подальше в сторону. Слышно было, как стучали крупнокалиберные пулеметы — это не прекращали вести огонь наши матросы.
Вдруг они разом смолкли. Мы обернулись. Корма „Сванетии“ поднялась высоко над водой. С нее беспорядочно сыпались люди. Один из матросов у самой трубы держался за тросик гудка, как бы оповещая всех натруженным ревом о страшной гибели. Так, под крики людей и рев гудка „Сванетия“ быстро стала уходить под воду, накрыв своим корпусом сразу три шлюпки. Образовалась большая воронка, и многих людей засосало под воду… На воде остались две переполненные шлюпки, плоты, доски, матрасы, чемоданы, спасательные пояса и круги, за которые держались полуобессиленные люди… Всего сумели подобрать лишь 61 человека, в том числе и меня…».
Спасшиеся из экипажа «Сванетии» рассказали подробности. Когда взрывом весь боевой расчет орудия № 2 был выброшен за борт, комендор Арсланбеков стал вести огонь с помощью санитарки Лизиченко и старшей медсестры Бердичевской. До самого момента погружения стреляло и орудие № 1, и тоже с помощью медсестер Е. Г. Дорошенко и О. С. Соколовой. Все они погибли. До последнего действовали моряки БЧ-5 (электромеханической части) «Сванетии». После взрыва торпед мостик дал команду «полный назад», чтобы уменьшить динамический напор воды на носовую часть. Сильное сотрясение корпуса нарушило работу двигателей — стали греться подшипники, крышки цилиндров дали течь, и из картеров дизелей пошел дым. В машинное отделение начала поступать вода. Воентехник 1-го ранга В. И. Бирюков и его заместитель П. П. Ананьев брезентом и одеялами пытались заделать пробоины в корпусе, пустив в дело цемент, клинья и деревянные подпорки. Из-за соленой воды загорелся главный распределительный щит, судно обесточилось. В помещениях стало темно. Моряки БЧ-5 погибли почти все, включая Бирюкова и Ананьева. Военврачи «Сванетии» В. А. Итин, В. Б. Борисовский, А. П. Тарасенко и медсестры Таня Королева, Клава Калугина, Лида Барсук, Зина Демченко, Лиза Дорошенко, Ева Клычьян, Фрося Кардашева и другие недавние студентки до последнего оказывали помощь раненым, надевали на людей спасательные пояса, круги и выводили на палубу.
«Сванетия» держалась на плаву 18 минут. Координаты ее гибели: 43 градуса 00 минут с. ш., 36 градусов 55 минут в. д.. Глубина 2150 метров. Самолёты после потопления сделали ещё заход, обстреляв шлюпки и людей на воде. Эсминец «Бдительный», начав бой с атакующими самолетами в ходе маневрирования удалился за горизонт. Вернулся он к месту гибели теплохода через два часа, к 18.25 люди с поверхности были подобраны. Всего были подобраны 157 человека (по данным штурмана Г. Я. Кухаренко 61), из которых 18 скончались от переохлаждения. Из 184 членов теплохода команды спаслось 72. К 8.00 18 апреля 1942 спасённых доставили в Новороссийск. Погибло по официальным данным 753 человека, с учётом перегруза до 850.
Капитан корабля, старший лейтенант А. С. Беляев выжил после ранения, был награжден за командование в бою Приказом №: 56с от 18.09.1942 Орденом Красного знамени.

## Память
- В честь погибшего судна было в 1965 году названо «Сванетия» при приёме в состав ВМФ судно «Кузнецк» Дальневосточного морского пароходства, типа 233 Коломна. Построено на верфи VEB Schiffswerft Neptun в 1955 году. Исключено из состава ВМФ России в 1993 году[13].
- «Сванетия» — затем «Таллин» БМП, теплоход проекта 592 (тип «Киргизстан»), 1960.